# Castillo Marroquín
El Castillo de Marroquín o Castillo Marroquín es un Palacio construido en el año de 1898, ubicado en los predios de la Hacienda El Castillo en el sector de La Caro. Debe su nombre a que fue concebido por el hijo del expresidente José Manuel Marroquín al arquitecto francés Gastón LeLarge.

## Historia
Lorenzo Marroquín Osorio les encomendó en 1898 su construcción al arquitecto francés con el fin de tener una casa familiar en las afueras, quien contó con la colaboración de los maestros Julián Lombana y Demetrio Chávez; tiene una extensión de 61 hectáreas.
Cuando la familia Marroquín decidió vender la construcción, los nuevos compradores no pudieron habitarla. Después de este hecho fue abandonado, y posteriormente fue alquilado primero para un cabaret y posteriormente como hospital psiquiátrico para mujeres.
En 1952 fue comprado por el médico cirujano y escritor Roberto Restrepo, quien lo restauró completamente. En 1970, lo adquirió el petrolero Guillermo Villasmil, quien lo remodeló y decoró con una piscina y habitaciones para invitados especiales. El castillo fue comprado por Juan Diego Silva medina y este lo restauró a su estado original. También llegó a ser una discoteca de música electrónica y una propiedad de un mafioso.
Restaurado por el arquitecto Francisco Restrepo, es hoy patrimonio cultural y se rentabilizó alquilándolo como un importante centro de eventos y convenciones de Bogotá.